# Václav Rodomil Kramerius

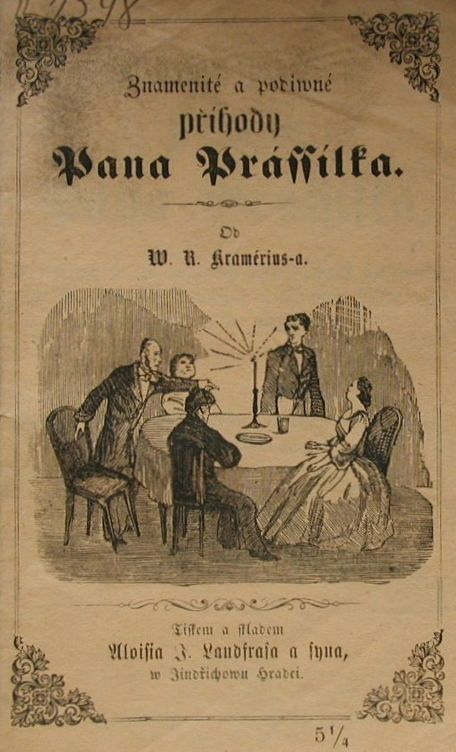
Znamenité a podivné příhody pana Prášilíka (obálka, konec 50. let 19. stol.)

Václav Rodomil Kramerius (6. dubna 1792 Praha – 6. června 1861 Praha), syn vydavatele V. M. Krameria, redaktor, autor a překladatel stovky povídek a novel.

## Životopis
Pokřtěn byl jako Václav František Čeněk (Wenzeslaus Franciscus Vincenz), později si dal vlastenecké jméno Rodomil. Byl prvorozeným synem významného českého vydavatele České expedice. V otcově podniku pracoval jako typograf, od roku 1813 (bylo mu 21 let a otec byl již mrtvý) jako redaktor Krameriových c.k.vlasteneckých novin. Pak pomáhal matce vést Českou expedici, ale neměli v podnikání úspěch, takže v roce 1823 vydavatelské právo na řadu českých novin a časopisů prodali. Nechával se zaměstnat jako korektor a typograf u různých tiskáren v Čechách a psal. Řadu povídek překládal z němčiny, angličtiny, ruštiny a francouzštiny. V roce 1836 se kvůli nedostatku peněz živil ve Vídni prodejem brakové literatury a voskových figurek. Po návratu se snažil vydávat další noviny: Českoslovanský vlastenecký deník, časopis Hacafírek v kacabajce s malým úspěchem. Pak už jen psal a živil se jako korektor. Zemřel v chudobinci U milosrdných bratří na Karlově. Hrob má v Praze na Olšanech.

## Literární dílo
Žánrově bylo velice rozmanité, jeho povídky a novely byly historické, pohádkové, sentimentální, psal cestopisy i rytířské i strašidelné románky. Některé z nich jsou zařazovány jako předchůdci dnešního žánru fantasy a horor.. Době vzniku odpovídají jejich velmi dlouhé názvy. V roce 1988 byl vydán výbor z jeho tvorby včetně jeho životopisu s názvem Knížky lidového čtení.

### Povídkové sbírky
- Nástiny temné půlnoci:Příběhy z času rytířstva starověkého, zákeřnictva a podobných dobrodružství (1861)
- Znamenité a podivné příběhy pana Prášílka, se kterými se na mnohých svých cestách po veškerém světě setkal a možné i nemožné skutky vykonal, jakož sám vypravuje (1855)